# Chrysothrix xanthina
Chrysothrix xanthina är en lavart som först beskrevs av Vain., och fick sitt nu gällande namn av Kalb. Chrysothrix xanthina ingår i släktet Chrysothrix och familjen Chrysothricaceae.   Inga underarter finns listade i Catalogue of Life.